# مارتین وایتمارش
مارتین وایتمارش (انگلیسی: Martin Whitmarsh) یک اتومبیل‌ران فرمول ۱ اهل ایالات متحده آمریکا بود.